# TBDev
TBDev — открытый движок BitTorrent-трекера. Разрабатывался преимущественно для каталога torrentbits, впоследствии был выложен под GNU General Public License. Выполнен как система управления содержимым. Имеет множество модификаций.

## Системные требования
- Веб-сервер с поддержкой PHP (например, Apache, lighttpd);
- PHP версии 5.1.1 или выше;
- Сервер базы данных MySQL версии 4.1 или выше, лучше 5.0;[2]

## Разработка
Со 2 сентября 2006 года по адресу работает форум разработки и поддержки движка.